# Revolution (Q65)
| Recensione   | Giudizio            |
| ------------ | ------------------- |
| AllMusic     | [ 1 ]               |
| Sputnikmusic | 3.5 (Great)         |
| Ondarock     | (Disco consigliato) |

Revolution (1966) è il primo album dei Q65 pubblicato dalla Decca.

## Il disco
È un album eclettico, che raccoglie 12 brani di stili anche molto diversi fra loro: dal pop-rock più commerciale (The Life I Live, You're the Victor) alla ballata acustica (Ann) al power blues (I'm a Man, Spoonful), attraverso passaggi anche esotici come l'arabeggiante Just Who's in Sight. La strumentazione è molto ricca, grazie anche alla presenza di fiati (ottoni, ma anche armonica a bocca e ocarina) che danno un tocco blues e quasi jazz ad alcuni brani.
A fianco ai brani scritti dal gruppo sono presenti alcune cover: Get Out of My Life, Woman di Allen Toussaint, Mr. Pitiful di Otis Redding, Down at the Bottom di Willie Dixon e Bring It On Home di Sonny Boy Williamson II.

## Tracce

### LP
Lato A
1. The Life I Live – 3:20 (Wim Bieler, J. W. (Jay) Baar, Frank Nuyens, A. J. (Joop) Roelofs, Peter Vink)
2. I Got Nightmares – 2:28 (Peter Vink, J. (Wim) Bieler, J. W. (Jay) Baar, A. J. (Joop) Roelofs)
3. Just Who's in Sight – 3:08 (Frank Nuyens, J. W. (Jay) Baar, Wim Bieler)
4. Mr. Pitiful – 2:19 (Otis Redding, Steve Cropper)
5. I'm a Man – 4:36 (Ellas McDaniel)
6. Middle-Age Talk – 2:28 (Frank Nuyens, J. W. (Jay) Baar, Wim Bieler)
7. Summer Thoughts in a Field of Weed – 2:24 (Frank Nuyens, J. W. (Jay) Baar, Wim Bieler)
8. Down in the Bottom – 2:21 (Willie Dixon)

Lato B
1. Get Out of My Life, Woman – 2:26 (Allen Toussaint)
2. Spoonful – 3:28 (Willie Dixon)
3. Sour Wine – 2:55 (Frank Nuyens, J. W. (Jay) Baar, Wim Bieler)
4. Bring It on Home – 13:45 (Willie Dixon)

### CD
Edizione CD del 1988, pubblicato dalla Decca Records (834 483-2)
1. The Life I Live – 3:19 (Wim Bieler, Jay Baar, Frank Nuyens, A. J. (Joop) Roelofs, Peter Vink)
2. I Got Nightmares – 2:26 (Peter Vink, J. (Wim) Bieler, J. W. (Jay) Baar, A. J. (Joop) Roelofs)
3. Just Who's in Sight – 3:08 (Frank Nuyens, J. W. (Jay) Baar, J. (Wim) Bieler)
4. Mr. Pitiful – 2:19 (Otis Redding, Steve Cropper)
5. I'm a Man – 4:36 (Ellas McDaniel)
6. Middle-Age Talk – 2:28 (Frank Nuyens, J. W. (Jay) Baar, J. (Wim) Bieler)
7. Summer Thoughts in a Field of Weed – 2:24 (Frank Nuyens, J. W. (Jay) Baar, Wim Bieler)
8. Down in the Bottom – 1:41 (Willie Dixon)
9. Get Out of My Life, Woman – 2:26 (Allen Toussaint)
10. Spoonful – 3:28 (Willie Dixon)
11. Sour Wine – 2:55 (Frank Nuyens, J. (Wim) Bieler, Jay Baar)
12. Bring It on Home – 13:44 (Willie Dixon)
13. World of Birds – 3:26 (Frank Nuyens, J. (Wim) Bieler, Jay Baar) – Bonus Track - Dal 7" singolo: World of Birds (1967
14. I Despise You – 2:24 (Frank Nuyens, Wim Bieler, Jay Baar) – Bonus Track - Dal 7" singolo: I Despise You (1966)
15. Ann – 2:48 (Frank Nuyens, Wim Bieler, Jay Baar) – Bonus Track - Dal 7" singolo: I Despise You (1966)
16. You're the Victor – 2:25 (T. Nuijens (Frank Nuyens), Wim Bieler, J. W. (Jay) Baar) – Bonus Track - Dal 7" singolo: You're The Victor (1966)
17. From Above – 2:34 (Wim Bieler, Frank Nuyens, Jay Baar) – Bonus Track - Dal 7" singolo: From Above (1967)
18. Where Is the Key – 2:20 (Joop Roelofs, Wim Bieler, Frank Nuyens, Jay Baar) – Bonus Track - Dal 7" singolo: So High I've Been, So Down I Must Fall (1967)

## Formazione
- Frank Nuyens - chitarra ritmica, chitarra solista, flauto, sassofono, armonica, chitarra bottleneck, mandolino (bulgarin)
- Peter Vink - basso, percussioni (voetstamp), voce (uitroepen), armonium (blaasbag van het)
- Willem Bieler - voce, armonica, maracas, tamburello, battito delle mani (handklap), percussioni (schuurpapier)
- Joop Roelofs - chitarra solista, chitarra acustica, chitarra ritmica
- Jay Baar - batteria, piatti (bekkens), percussioni (tikgeluid), washboard, voce (praatstukje), armonium

Note aggiuntive
- Hans van Hemert - produttore
- Jan Audier - ingegnere delle registrazioni
- Herman Baaren - fotografia copertina album originale
- Benno Petersson - fotografia layout[5]